# Portulaca amilis
Portulaca amilis, conocida como verdolaga paraguaya,[cita requerida] es una planta anual suculenta de la familia Portulacaceae. Es originaria de Sudamérica. Esta especie se caracteriza por su hábito postrado y la estría en el tallo. Su matiz de colores que va desde el rojo suave hasta el rosa intenso, el color violeta suave, estos mismos se pueden combinar debido a factores ambientales y genéticos.
Esta especie se introdujo en el sureste de Estados Unidos.

## Distribución y hábitat
Esta especie es nativa de Sudamérica, donde se distribuye desde Perú hasta Bolivia, Paraguay, Brasil, Argentina y Uruguay. Crece en suelos rocosos y arenosos en áreas perturbadas.